# Ernesto Geisel
Ernesto Geisel (portuguès: Ernesto Beckmann Geisel) (pronunciació en : /eɾˈnɛstu ˈbɛkmɐ̃ ˈɡajzew/) (Bento Gonçalves, 3 d'agost de 1907 - Rio de Janeiro, 12 de setembre de 1996) va ser un militar (general) i polític brasiler, el quart president del règim militar instaurat pel cop d'estat de 1964, anomenat pels militars com a "Revolució de 1964".

## Família i infantesa
Ernesto Geisel va néixer a Bento Gonçalves, província de Rio Grande do Sul. El seu pare era Guilherme Augusto Geisel (batejat com Wilhelm August Geisel), un professor brasiler alemany d'Herborn que va emigrar a l'Imperi del Brasil el 1883 als 16 anys. La seva mare va ser la mestressa de casa Lydia Beckmann, nascuda al Brasil a la colònia de Teutònia per a pares alemanys d'Osnabrück.
A Bento Gonçalves, on es va criar Ernesto, només hi havia dues famílies d'origen alemany: Geisels i Drehers, mentre que la majoria de la població estava formada per immigrants italians. Recordant el contacte amb els immigrants italians locals durant la seva infància, Geisel va descriure els contrastos culturals entre l'educació estricta i rigorosa que els seus pares alemanys van imposar en comparació de la llibertat i la forma de vida més relaxada que tenien els seus amics italians i a qui va admirar.
Geisel va créixer en una família luterana (pertanyien a l'Església Evangèlica Luterana de Brasil; el seu avi era un sacerdot) i va afirmar que provenia d'una família relativament pobra de classe mitjana baixa. A casa Geisel parlava tant alemany com portuguès perquè el seu pare, que parlava portuguès tan bé que es convertia en mestre d'aquesta llengua, no volia que els seus fills parlessin portuguès amb un accent estranger. Com a adult, Geisel va informar que era capaç d'entendre la llengua alemanya, però no va poder escriure-la i va tenir dificultats per parlar-ne.
Ernesto Geisel es va casar amb Lucy Markus, filla d'un coronel de l'exèrcit, el 1940. Tenien una filla, Amália Lucy (posteriorment professora universitària), i un fill, Orlando, del qual la mort del 1957 en un accident de trànsit Geisel no es va recuperar del tot. La seva vídua va morir en un accident de l'automòbil el març de 2000.

## Carrera militar

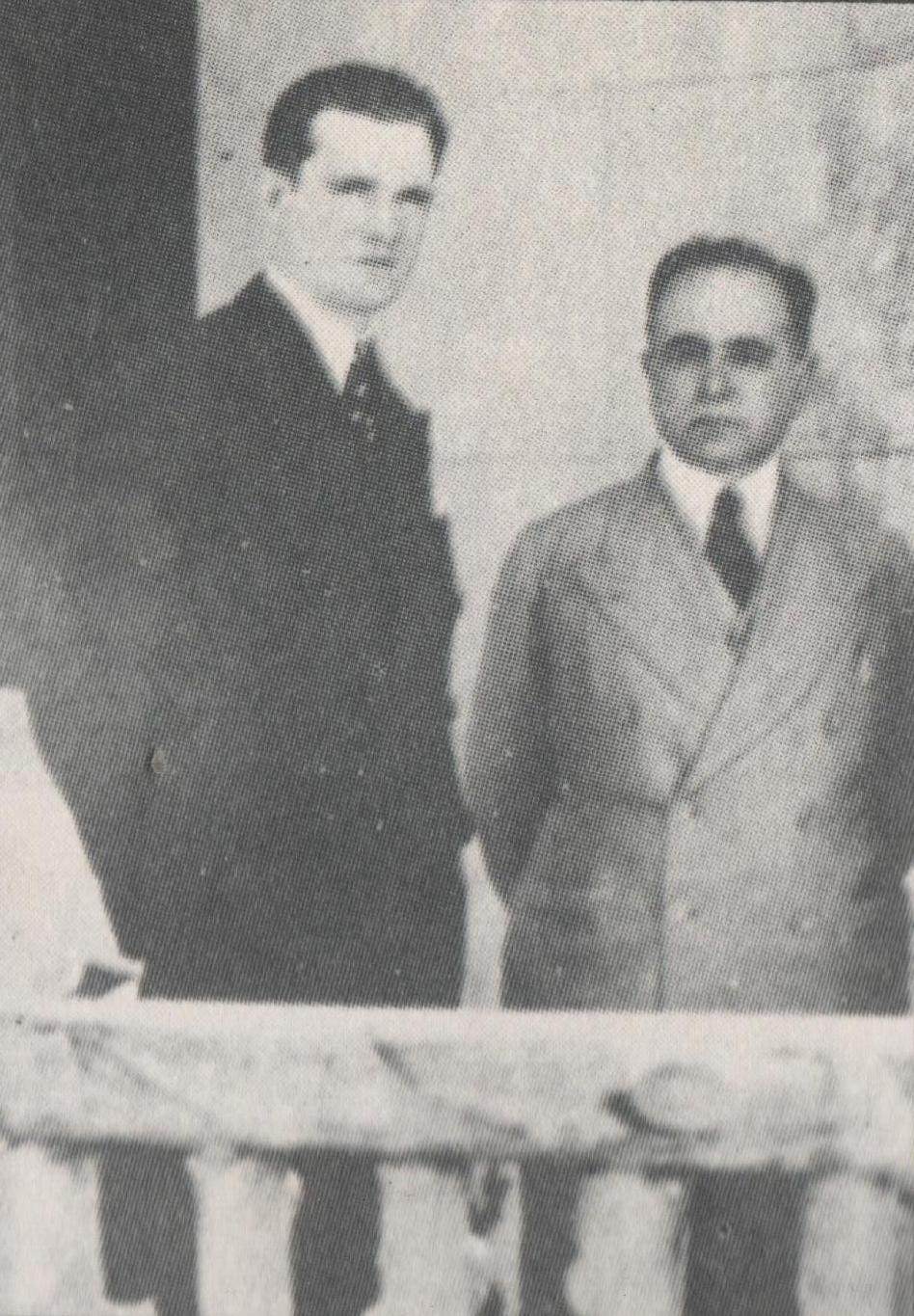
Geisel i Vargas en Recife, Pernambuco (1940)

Geisel juntament amb el seu germà Orlando (1905-1979, que seria ministre de l'Exèrcit al govern d'Emílio Garrastazu Médici), van entrar a l'exèrcit el 1921 i el 1925 va ser el primer de la seva classe quan es va graduar a l'Escola Superior Militar de Porto Alegre. Va obtenir una educació militar superior a l'Escola Militar do Realengo i es va graduar el 1928 com a primer de la seva classe i es va incorporar a la unitat d'artilleria com a aspirant. Promogut a tinent el 1930. Geisel va ser testimoni i va participar en els esdeveniments més destacats de la història brasilera al segle xx, com la Revolució de 1930, la dictadura de Getúlio Vargas de l'Estado Novo i el seu derrocament el 1945. Geisel va ser agregat militar a l'Uruguai (1946-47). Promogut a general de brigada el 1960, Geisel va participar en el cop d'estat militar de 1964 que va derrocar al president d'esquerra João Goulart. Geisel va ser una figura important durant el cop i es va convertir en cap de l'Estat Major militar del president Humberto de Alencar Castelo Branco entre 1964 i 1967. El 1964 va ser promogut a tinent general i el 1966 al màxim rang: General de Exército de 4 estrelles. El 1969 va ser nomenat president de la companyia de petroli estatal Petrobras.

## Presidència (1974-1979)

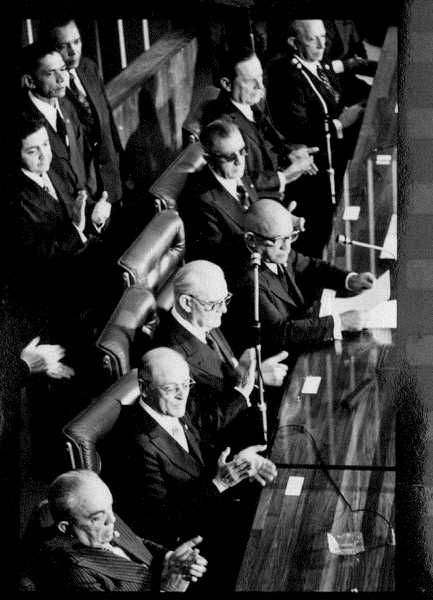
El president Ernesto Geisel i el seu adjunt Adalberto Pereira dos Santos van assumir el càrrec el 15 de març de 1974, en una sessió conjunta del Congrés Nacional, presidida pel senador Paulo Torres.

El 1973, el president Emílio Garrastazu Médici va triar Geisel com a successor de president. Hi havia hagut de fortes maniobres darrere de les escenes contra ell per part del sector més dur i a favor d'ell dels partidaris més moderats de Castelo Branco. Afortunadament per Geisel, el seu germà major, Orlando Geisel era el ministre de l'Exèrcit i el seu aliat, el general João Baptista de Oliveira Figueiredo, el cap de l'equip militar de Médici. En aquell moment el president del Brasil va ser escollit pels militars i després aprovat pel Congrés per tal de donar una impressió d'eleccions democràtiques. Geisel es va presentar com el candidat del pro-militar partit de l'Aliança de Renovació Nacional (ARENA). Per primera vegada durant l'època del govern militar, el Moviment Democràtic de Brasil (MDB) va presentar un candidat en la persona del diputat d'Ulysses Guimarães. No obstant això, Guimarães sabia que, atesa la gran majoria llavors d'ARENA al Congrés, la victòria de Geisel era un fet inevitable. Com era d'esperar, Geisel va ser elegit per una gran majoria (400 a 76, amb 21 vots en blanc i sis abstencions) i va ser investit el 15 de març de 1974 per un mandat de cinc anys.

## Economia
A partir de 1964, els successius governs militars van aprofundir la triple aliança entre l'estat, la burgesia nacional i el capital internacional, van atreure grans inversions estrangeres directes i van recaptar fons als bancs internacionals per finançar l'expansió de la infraestructura energètica., transport i comunicacions.
Durant el miracle brasiler de 1968 a 1973, l'economia brasilera havia crescut a un ritme superior al 10% anual, el més ràpid del món. Però a causa de la crisi de xoc petrolífer, el 1974, el desenvolupament va baixar fins al 5–6% anual. Com que calia importar gran part del petroli del país, el deute extern del Brasil va començar a augmentar. Aquesta estratègia va ser eficaç per promoure el creixement, però també va augmentar marcadament els requisits d'importació del Brasil, augmentant el ja gran dèficit de compte corrent. El compte corrent es va finançar mitjançant l'execució del deute extern. L'esperança era que els efectes combinats de la industrialització de la substitució d'importacions i l'expansió de l'exportació acabessin provocant un augment dels excedents comercials, que permetés el servei i el pagament del deute extern.
El president Geisel va intentar mantenir elevades taxes de creixement econòmic, mentre tractava els efectes de la crisi del petroli de 1973. Va mantenir inversions massives en infraestructures - autopistes, telecomunicacions, preses hidroelèctriques, extracció de minerals, fàbriques i energia atòmica. Des de principis de la dècada dels cinquanta, va obrir Brasil a la prospecció de petroli per empreses estrangeres, a la vista de les objeccions nacionalistes

## Relaxació de la dictadura
Geisel va adoptar una postura més moderada respecte a l'oposició política. Juntament amb el seu cap de gabinet, el ministre Golbery do Couto i Silva Geisel va idear un pla de democratització progressiva i lenta que eventualment arribaria a tenir èxit malgrat totes les amenaces i oposició de la línia dura. Va substituir diversos comandants regionals amb oficials de confiança i va etiquetar el seu programa polític d'obertura i distensió, el que significa una relaxació gradual del domini autoritari. Seria, segons ell, "el màxim de desenvolupament possible amb la mínima seguretat indispensable".
El 1974 les eleccions a l'oposició van guanyar més vots que abans. No obstant això, la tortura dels opositors d'esquerra i comunistes del règim de DOI-CODI encara estava en curs, com ho demostrava l'assassinat de Vladimir Herzog. El 1977 i el 1978 el tema de la successió presidencial va provocar més enfrontament polític amb els conservadors radicals. Observant que el Brasil només era una "democràcia relativa", Geisel va intentar, a l'abril de 1977, frenar la força creixent del partit del Moviment Democràtic del Brasil (MDB) de l'oposició mitjançant la creació d'un col·legi electoral que elegia el proper president. L'octubre va destituir el ministre de Defensa d'extrema dreta el general Sylvio Couto Coelho da Frota, que havia intentat convertir-se en candidat al proper mandat de President. Tot i així, el general Ernesto Geisel, penúltim president de la dictadura militar que va governar al Brasil entre 1974 i 1979, va autoritzar l'execució d'opositors al règim, segons un informe de la CIA El 2018, un memoràndum desenterrat de la CIA de l'11 d'abril de 1974 enviat per William Colby al secretari d'Estat dels Estats Units, Henry Kissinger, detalla les execucions sumàries de més de 100 "subversius" que van ser autoritzats personalment per Ernesto Geisel.
El 1978 Geisel va haver de fer front a les primeres vagues laborals des de 1964 i victòries electorals de l'ODB de l'oposició. A finals de desembre de 1978 va anunciar el final de la llei institucional opressiva 5, va permetre que els ciutadans exiliats tornessin, restaurà l'hàbeas corpus i els drets polítics als polítics, derogà els poders extraordinaris del president i gestionà l'elecció del general João Figueiredo (1979–85) com el seu successor en març de 1979.

## Política exterior

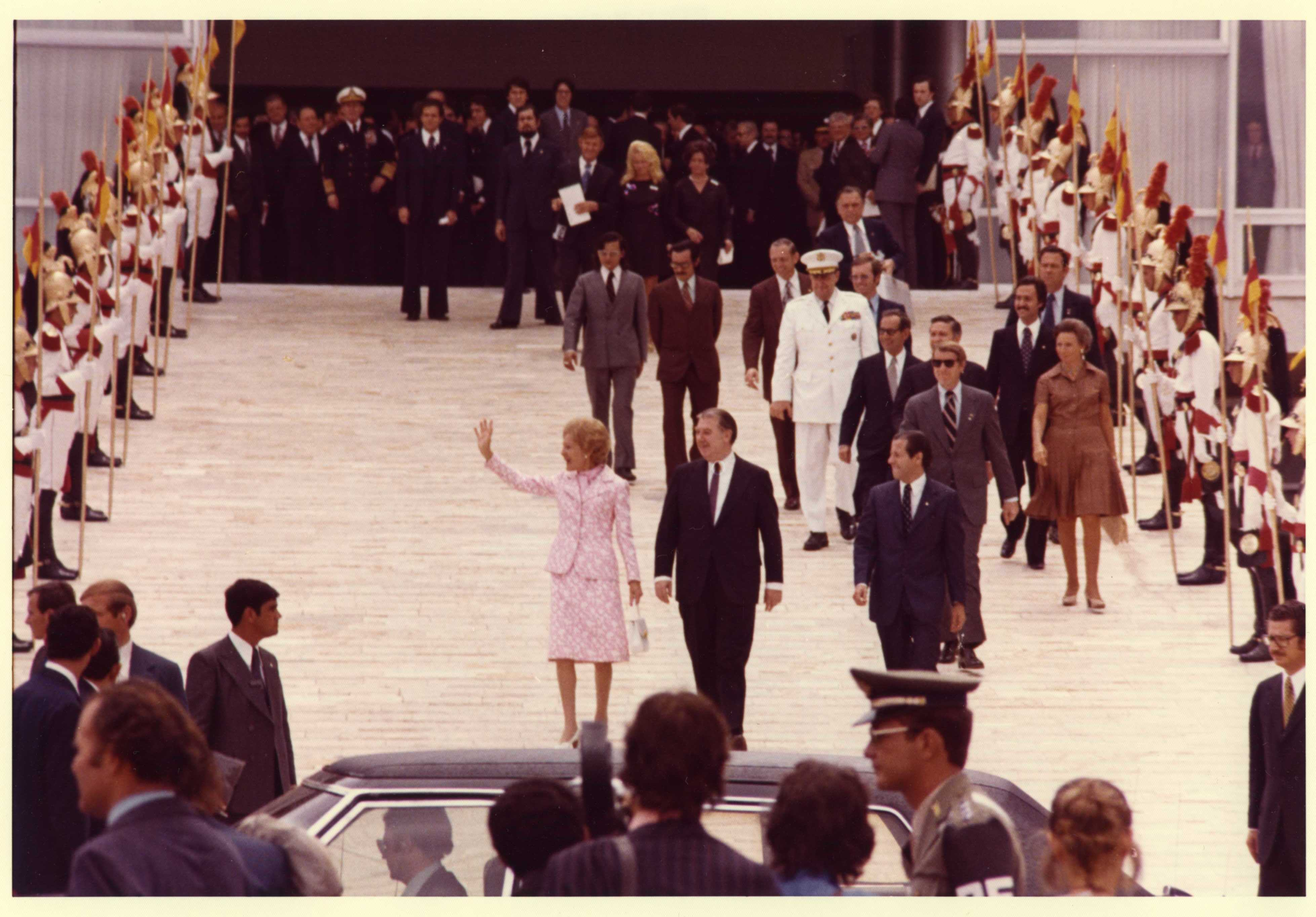
La primera dama dels Estats Units, Pat Nixon, abandona el palau presidencial després de la inauguració del president Ernesto Geisel del Brasil, el 15 de març de 1974.

En els seus 5 anys de govern, Geisel va adoptar una política exterior més pragmàtica. Tot i ser conservador i profundament anticomunista, Geisel va fer importants obertures cap al bloc comunista. El Brasil va establir relacions diplomàtiques amb la República Popular de la Xina i els règims socialistes d'Angola i de Moçambic, i va assenyalar una creixent distància entre Brasília i Washington. Tot i que els dos països van romandre aliats, Geisel tenia ganes de buscar noves aliances i, sobretot, noves oportunitats econòmiques en altres parts del món, especialment a Àfrica i Àsia. El Brasil va canviar la seva política exterior per satisfer les seves necessitats econòmiques. El "pragmatisme responsable" va substituir l'estricta alineació amb els Estats Units i una visió del món basada en fronteres ideològiques i blocs de nacions. Com que el Brasil depenia un 80% del petroli importat, Geisel va canviar el suport crític a Israel a una postura més neutra en els assumptes de l'Orient Mitjà.

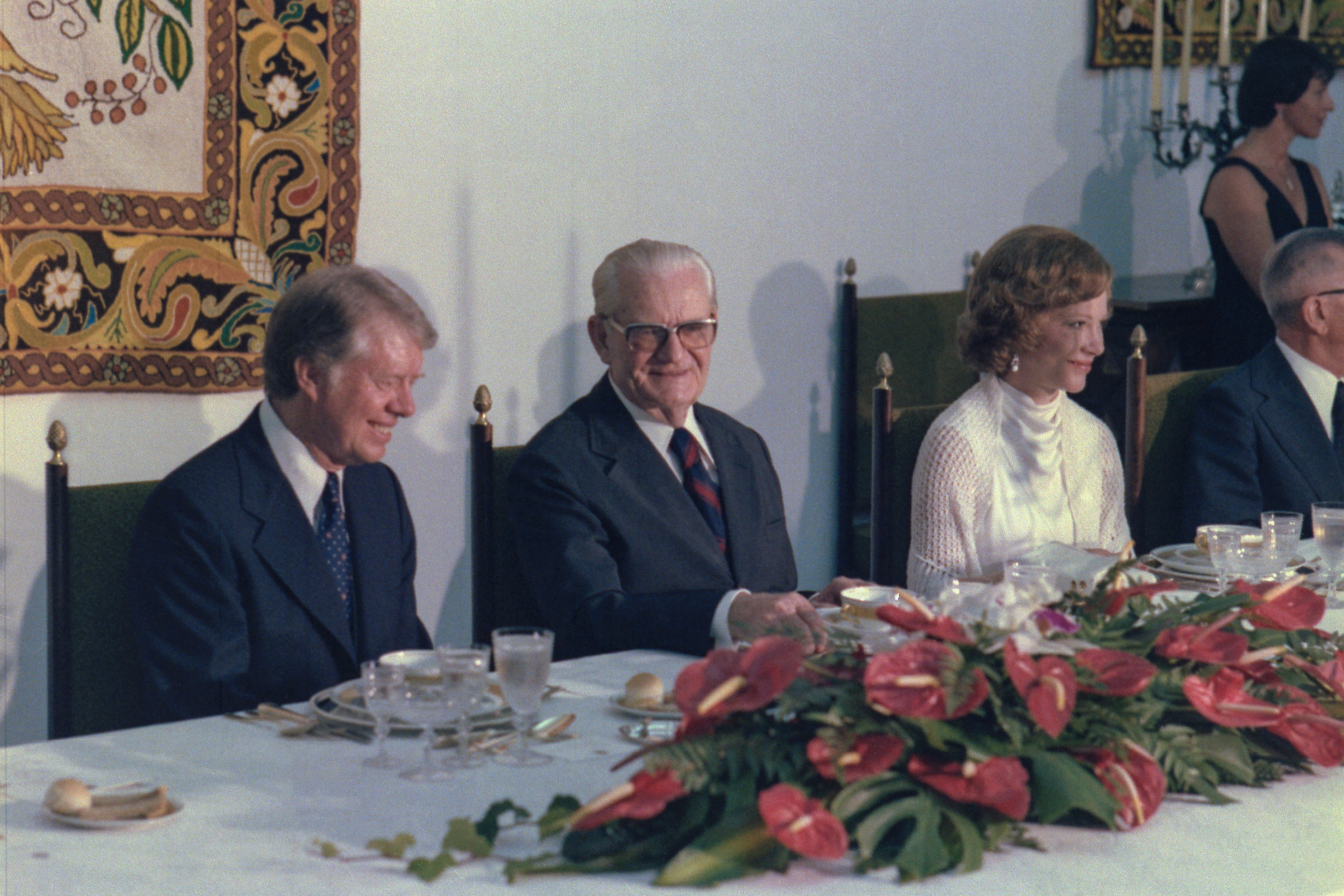
Geisel amb el president dels Estats Units Jimmy Carter i la primera dama Rosalynn Carter durant un sopar formal al Palácio da Alvorada, el 29 de març de 1978

El Brasil es va acostar a Amèrica Llatina, Europa i Japó. L'acord de 1975 amb Alemanya Occidental per construir reactors nuclears va produir enfrontaments amb l'administració Carter, que també va renyar el govern de Geisel per abusar dels drets humans.